# Brownsville (Minnesota)
Brownsville é uma cidade localizada no estado americano de Minnesota, no Condado de Houston.

## Demografia
Segundo o censo americano de 2000, a sua população era de 517 habitantes. 
Em 2006, foi estimada uma população de 525, um aumento de 8 (1.5%).

## Geografia
De acordo com o United States Census Bureau tem uma área de 
5,0 km², dos quais 4,6 km² cobertos por terra e 0,4 km² cobertos por água. Brownsville localiza-se a aproximadamente 215 m acima do nível do mar.

## Localidades na vizinhança
O diagrama seguinte representa as localidades num raio de 16 km ao redor de Brownsville. 